# Wiejkowo

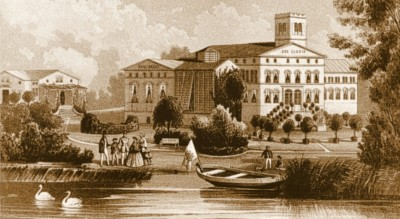
Herresätet Gross Weckow, 1812

Wiejkowo (tyska: Gross Weckow) är en by i kommunen Wolin i distriktet Powiat kamieński i Västpommerns vojvodskap i nordvästra Polen. Den ligger ungefär sex kilometer sydost om Wolin, 19 kilometer söder om Kamień Pomorski och 45 kilometer norr om Szczecin.
Byn har ungefär 300 invånare.

## Historik
Gross Weckow ägdes av familjen von Güntersberg från 1299 fram tills den dog ut 1763, varefter den styrdes av familjen von Berg. Alexandrine von Berg (1813–1859) ärvde Gross Weckow från sin far 1842, och den kom genom hennes äktenskap med Albert von Ploetz (1803–1876) i familjen von Ploetz ägo fram till 1945. Efter andra världskriget kom byn till Polen.

## Harald Blåtands guldplatta

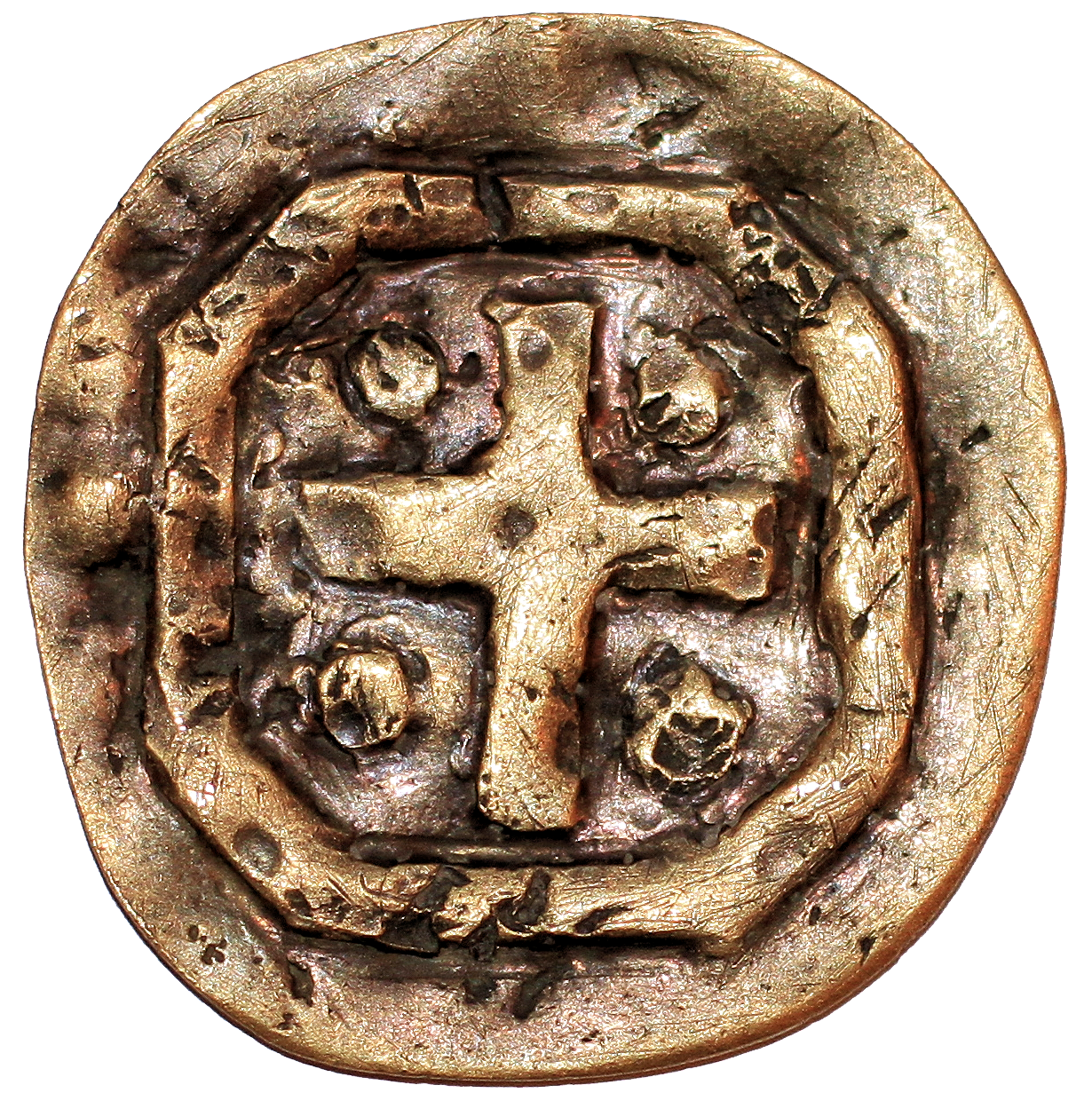
Baksidan på Harald Blåtands guldplatta

Harald Blåtands guldplatta anses vara en del av en vikingaskatt som upptäcktes 1841 i kryptan till ruinen av byns träkyrka, när en ny kyrka skulle byggas. Den gavs 1946 av en präst i Wiejkowo till en kvinna i lokala familjen Sielski, men den förblev okänd i omvärlden och förvarades inom familjen som en kuriositet. Familjen flyttade till Sverige, och 2014 visade den då elvaåriga Maja Sielska den för sin historielärare och därefter blev den omskriven.